# 楊美開
楊美開，江南人，清朝政治人物。贡生出身。
顺治五年（1648年），擔任清朝廣州府新安縣知縣。后由李君柱接任。